# دييغو نونيز
دييغو نونيز (بالبرتغالية: Diego Nunes‏) هو سائق سيارة سباق برازيلي، ولد في 12 يوليو 1986 في كوريتيبا في البرازيل.

## وصلات خارجية
- الموقع الرسمي
- دييغو نونيز على موقع DriverDB.com (الإنجليزية)